# 优美城
优美城或称亚洲优美城是位于马来西亚柔佛州古来县的一个城镇。优美城占地超过7,000英亩（28平方公里）。

## 地理
优美城位于新山西北30公里，而在古来西南。该镇距离士乃国际机场和航空货运中心10公里。

## 历史
优美城由云顶集团的亚洲发展有限公司开发。许多商业区和政府部门在优美城建立。此外，优美城位于马来西亚依斯干达经济特区，古来教育局、古来警察总部、占150英亩（0.61平方公里）的MSC网络城和宽柔中学古来分校也在优美城设立，将成为古来的新的商业区。

## 交通
马来亚铁道公司将在士乃设立新的火车站，将带动了优美城的经济，于2022年末通行。此外，优美城坐落在6个大道主要入口和出口，交通便利。

## 旅游

### 购物
- 柔佛名牌城（Johor Premium Outlet）
- 古来永旺（AEON Kulaijaya）
- 聚乐生活广场 （The Commune）

### 休闲
- 棕榈度假胜地＆高尔夫乡村俱乐部（Palm Resort Golf＆Country Club）
- 棕榈度假村＆高尔夫乡村俱乐部（Palm Villa Golf＆Country Club）
- 牵牛花高尔夫乡村俱乐部（Orchard Golf＆Country Club）

## 教育
- 古来县教育部

### 华文小学
- 古来华小二小 （SJK(C)Kulai 2）
- 士乃华小（SJK(C)Senai）

### 独立中学
- 宽柔中学古来分校（Foon Yew High School-Kulai）

### 私立中学
- Seri Oliven Private & International School
- Seri Omega Private & International School

### 大学学院
- 大马理工大学（Universiti Teknologi Malaysia）
- E-Access International College

## 体育
- 古来运动城（Sportcity Kulai）

## 医疗
- 天猛公马哈拉惹敦伊布拉欣医院（Hospital Temenggong Seri Maharaja Tun Ibrahim）
- 大古来公立诊所（Klinik Publik Kulai Besar）